# Medgyessy Pál (színművész)
Medgyessy Pál György (névvariáns: Medgyesi, Medgyesy, Meggyesi) (Budapest, 1954. október 11. – 2018. április 11.) magyar színész. Medgyessy Pál matematikus legidősebb fia.

## Életpálya
A budapesti Piarista Gimnáziumban tanult, 1973-ban érettségizett. A „Szép magyar beszéd” országos verseny egyik győzteseként 1972–73-ban Kazinczy-díjat nyert. 1974–1978 között végzett a Színház- és Filmművészeti Főiskolán, Vámos László osztályában. Főiskolásként Rozgonyit alakította a Zenés TV-színház Hunyadi László című produkciójában (1976), és ő volt János, Felvidéki Judit Negyedik forduló című tévéjátékában.
Színészi pályáját 1978–79-ben, a szolnoki Szigligeti Színházban kezdte; legfontosabb szerepe Luzgin volt Gorkij Hamis pénz című művében. 1979–80-ban a kaposvári Csiky Gergely Színházban lépett fel, legnagyobb sikerrel Edvinként a Csárdáskirálynőben. 1980-tól 1983-ig a Békés megyei Jókai Színház művésze volt (legemlékezetesebb szerepe Bagó volt a János vitézben), valamint játszott a Gyulai Várszínházban is. 1985 és 1990 között a Magyar Állami Operaház énekkarának tagja volt. Az utóbbi időszakban leginkább az Evangélium Színház előadásaiban szerepelt. Önálló estjét Nap-lom címmel a Tárt Kapu Színházban is bemutatta 2009-ben.

## Színházi szerepeiből
- Molière: Tartuffe... Lőrinc
- Lev Nyikolajevics Tolsztoj: Legenda a lóról... Garabonciás
- Euripidész: Helené... Dioszkürosz
- Euripidész: Oresztész... Püládész
- Bakhus énekes, zenés, táncos népi komédia... Apolló, a tudományok istene
- Friedrich Dürrenmatt: A fizikusok... Törvényszéki orvos
- Henrik Ibsen: Peer Gynt... Aslak, a kovács
- Makszim Gorkij: A hamis pénz... Luzgin
- Makszim Gorkij: Éjjeli menedékhely... Színész
- Makszim Gorkij: Vássza Zseleznova... Jevgenyij, Melnyikov fia
- Kálmán Imre: Csárdáskirálynő ... Edwin Ronald herceg
- Ábrahám Pál: Viktória... Bonc, kínai pap
- Huszka Jenő: Mária főhadnagy... Raksányi jurátus
- Edmond Rostand: Cyrano... Guigy; Kadét
- Garay János – Kodály Zoltán: Háry János... II. tüzér
- Petőfi Sándor–Bakonyi Károly–Kacsóh Pongrác: János vitéz ... Bagó
- William Shakespeare–Sztevanovity Dusán–Madarász Iván: Tévedések vígjátéka... Ephesus hercege; Solinus
- William Shakespeare: Lear király... szereplő
- William Shakespeare: Hamlet... Bernardo, tiszt
- Székely János: Vak Béla király... Miklós
- Madách Imre: Mózes... Országnagy
- Vörösmarty Mihály: Csongor és Tünde... Külső hangok
- George Bernard Shaw: Szent Johanna... Intéző kulcsár
- Jevgenyij Lvovics Svarc: Az árnyék... Titkos tanácsos; Orvos
- Jean Giraudoux: Trójában nem lesz háború... Hírnök
- Ion Creanga: Fehér szerecsen... Első királyfi
- Jean Anouilh: Becket vagy Isten becsülete... Paraszt; Pap
- Molnár Ferenc: Ibolya... Zeneszerző
- Herczeg Ferenc: A híd... Batthyány Lajos gróf
- Németh László: Nagy család... Szerelő
- Németh László: Galilei... Sinceri pater fiscale
- Németh László: Sámson... Főpap
- Illés Endre – Vas István: Trisztán... Guenelon, Marke bárója; Pleherin, Kaireddin bárója
- Nyirő József: A próféta... Őr
- Tamási Áron: Énekes madár... Dobos, falusi ember
- Szabó Magda: Szent Bertalan nappala... Peidl (titkosrendőr)
- Szabó Magda: Régimódi történet... Sámy úr
- Hubay Miklós: Egy faun éjszakája, avagy hová lett a rózsa lelke?... Ismeretlen katona
- Heltai Jenő: Egy fillér... 2. pokolbéli testőr
- Eőry Attila fordítása: Főrévi karácsonyi pásztorjátékok... Crispus
- Eőry Attila fordítása: A három királyok... Zsoldos
- Bereményi Géza: Halmi, vagy a tékozló fiú... Levente
- Szakonyi Károly: Hongkongi paróka... Mihálitz Gusztáv

## Önálló est
- Nap-lom (2009)[5]

## Filmek, tv
- Cigánykerék (1976)
- Hunyadi László (Zenés tv-színház) (1977) ... Rozgonyi
- Sir John Falstaff (1977)
- Negyedik forduló (1978)... János
- Csínom Palkó (1978)
- Csillag a máglyán (1979)
- Mint oldott kéve (sorozat) Magyarország 1848–1849 című rész (1983)